# 린이천
린이천(중국어: 林依晨, 병음: Lín Yīchén, 임의신, 1982년 10월 29일 ~ )은 대만의 배우 겸 가수이다. 국립정치대학 한국어과를 졸업하였다. 그녀는 중국어, 타이완어, 영어, 한국어에 능통하다.

## 출연작

### 드라마
- 2002년 《십팔세적약정(十八歲的約定 열여덟살의 약숙)》
- 2002년 《자색각락(紫色角落)》
- 2003년 《명양사해(名揚四海)》
- 2003년 《아적비밀화원(我的秘密花園 내 시크릿가든)》
- 2003년 《칠년급생(七年級生)》
- 2004년 《아적비밀화원2(我的秘密花園2 내 시크릿가든2)》
- 2004년 《애정합약(愛情合約)》
- 2005년 《악작극지문(惡作劇之吻)》
- 2006년 《천외비선(天外飛仙)》
- 2006년 《동방수려엽(東方茱麗葉)》
- 2007년 《악작극2문(惡作劇2吻)》
- 2008년 《사조영웅전(射雕英雄傳)》
- 2008년 《아적억만면포(我的億萬面包)》
- 2011년 《아가능불회애니(我可能不會愛你 아마 널 사랑하지 않을 거야)》
- 2013년 《난릉왕(蘭陵王)》
- 2018년 《노남해(老男孩)》
- 2019년 《소녀화불기(小女花不弃)》

### 영화
- 2003년 《비약정해(飛躍情海)》
- 2003년 《공수도소녀조(空手道少女組)》

## 음악

### 앨범
- 《행복우견(幸福遇見)》 - 7월 10일 발매

(곡 목록)
- 01.淚光雨
- 02.螢火虫
- 03.Come to me
- 04.依靠
- 05.你的味道
- 06.接近無限的藍
- 07.惡作剧
- 08.甜蜜花园
- 09.麵包的滋味
- 10.爱
- 11.惡作劇(韓文版)

참고)
- 甜蜜花園(첨밀화원)<선공개곡>
- 螢火蟲(형화충) - 슈퍼주니어 동해 시원 mv 출연

### OST
- Cha Cha : 드라마 《아적비밀화원2(我的秘密花園2)》 OST - 다른 가수들과 합창곡
- 고단북반구(孤單北半球) : 드라마 《애정합약(愛情合約)》 OST
- 귀도(歸途) : 영화 《외출(外出)》 OST
- 비니막속(非你莫屬) : 드라마 《동방주려엽(東方茱麗葉)》 OST
- 니(你) : 드라마 《악작극2문(惡作劇2吻)》 OST
- 편미곡(面包的滋味) : 드라마 아적억만면포(我的億萬面包)》 OST

### 기타
- 천사적시방(天使的翅膀) : 고(故) 허위륜(許瑋倫)을 추모하는 곡으로, 다른 가수들과 합창
- 로니아전기(路尼亞戰記) : 루니아 전기 중국어판 주제곡
- 제 43회 대만금종상 : 악작극2문(惡作劇2吻)으로 우상극(10·20대를 겨냥한 드라마)으로는 처음으로 여우주연상수상

## 서적
- 2005년 9월 《임가녀해의신적청춘부락격(林家女孩依晨的青春部落格)》(ISBN 957-679-977-5)
  - 임의신의 첫 번째 자서전으로, 대학 4학년 시절의 이야기가 주 내용이다.
- 2008년 3월 《임의신적뉴약패과일기(林依晨的紐約貝果日記)》(ISBN 978-986-84143-4-1)